# Escut de Caldes de Montbui
L'escut oficial de Caldes de Montbui té el següent blasonament:
Escut caironat truncat i semipartit:al 1r d'or, una caldera de sable; 2n d'argent, una creu plena de gules; i al 3r d'or, 4 pals de gules. Per timbre una corona mural de vila.

## Història
Es va aprovar el 31 de maig de 1994 i publicat al DOGC el 15 de juny del mateix any amb el número 1909.
La caldera és un símbol parlant que fa referència al nom de la vila i a la seva antiga relació amb les aigües termals, ja reflectida en el nom llatí d'Acquae Calidae. D'aquells temps encara en queden els banys romans (segle ii), ben conservats.
La segona meitat de l'escut porta les armes de Barcelona (la creu de Sant Jordi i els Quatre Pals reials), ja que la vila de Caldes fou a l'edat mitjana un "carrer de Barcelona", és a dir era possessió directa de la ciutat comtal, i els seus habitants tenien els mateixos drets i privilegis que els de la capital.